# Hugo Sterk
Hugo Sterk (1 augustus 1982) is een Belgisch voormalig basketballer.

## Carrière
Sterk werd geboren in Nigeria van een Belgische vader en Nigeriaanse moeder en woonde in zijn jeugd in Nigeria, Congo en Kenia. Hij had aanleg voor basketbal en ging in de Verenigde Staten spelen in juniorcollege. Hij ging in 2002 spelen voor de tweede ploeg van RB Antwerpen maar kreeg al na tien speeldagen zijn kans in de eerste ploeg na blessures van Maarten Goethaert en Jef Van der Jonckheyd. Hij werd aan het eind van het seizoen verkozen tot Belgisch belofte van het jaar.
In 2003 maakte hij de overstap naar reeksgenoot Power Wevelgem waar hij een seizoen speelde. In 2004 tekende hij bij BBC Bree waarmee hij in 2005 landskampioen werd. Hij speelde het seizoen 2006/07 in de Britse hoogste klasse bij Scottish Rocks. Hij ging daarop spelen in de tweede klasse bij Jaga Radiators Hasselt. Hij tekende in 2008 bij de Nederlandse eersteklasser Upstairs BSW.
Hij keerde in 2009 terug naar België en tekende bij tweedeklasser Gembo Borgerhout waar hij een seizoen speelde. Hij tekende het seizoen erop bij tweedeklasser Basics Melsele. In 2018 ging hij aan de slag bij Red Vic Wilrijk BBC.
Na zijn spelerscarrière bleef hij in het basketbal actief als jeugdcoach en monitor van basketbalkampen.

## Erelijst
- Belgisch belofte van het jaar: 2003
- Belgisch landskampioen: 2005